# Ferdo Vesel
Pour les articles homonymes, voir Vesel.

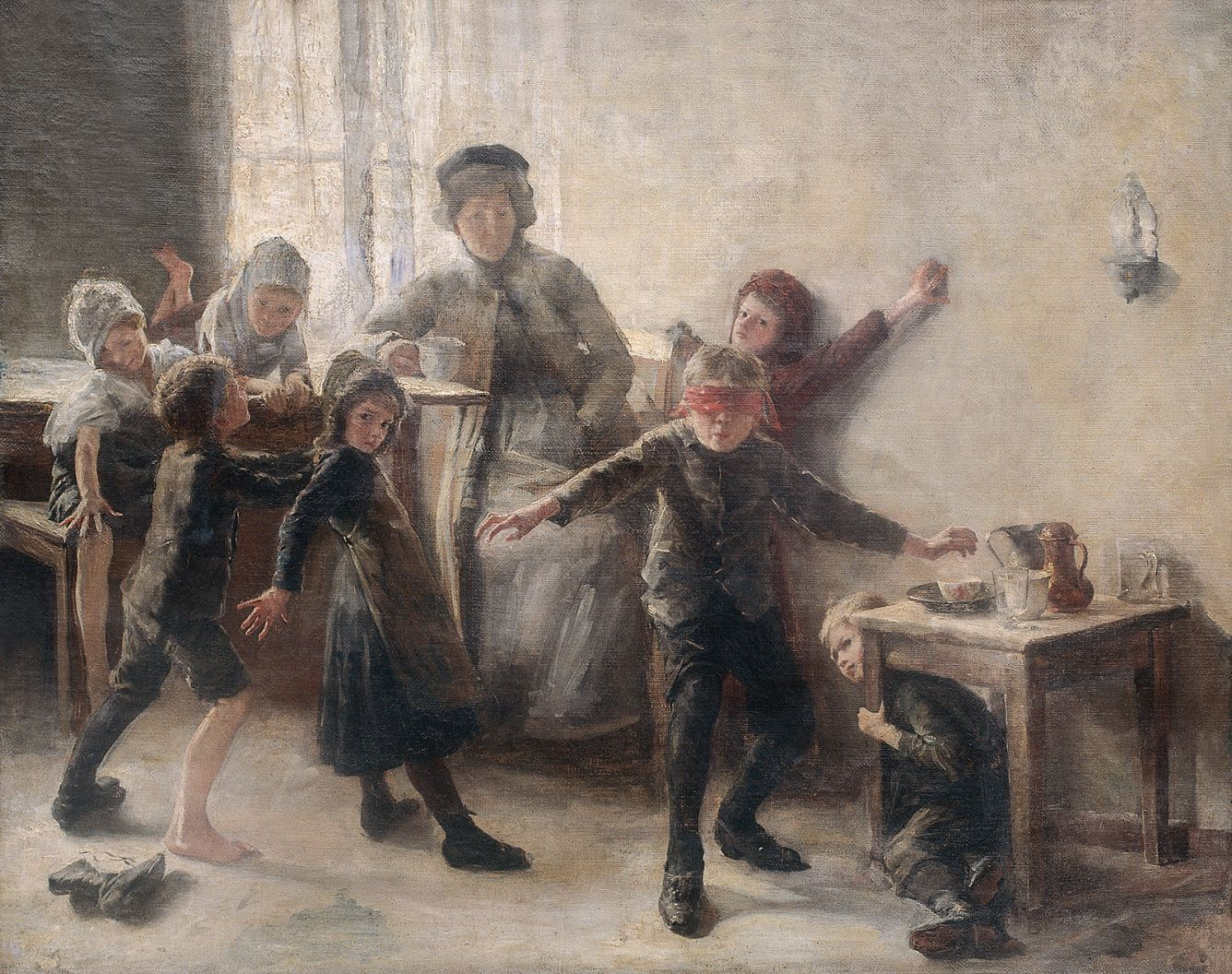
Colin-maillard. Galerie nationale de Slovénie.

Ferdo Vesel, né le 18 mai 1861 à Laibach (aujourd'hui Ljubljana) et mort le 28 juillet 1946 dans sa ville natale, est un artiste peintre slovène.

## Biographie
Ferdo Vesel est né le 18 mai 1861 à Ljubljana. Il a étudié aux académies d'art à Vienne et à Munich. Il a peint des scènes de la vie populaire slovène, ainsi que des portraits et des natures mortes.
Ami d'Anton Ažbè, l'un des initiateurs de la Sécession de Munich et du Jugendstil, il est d'abord un représentant du réalisme slovène, avec des scènes de la vie paysanne. Plus tard, il se soucie davantage de la couleur et se rapproche des impressionnistes.
Il est l'oncle du photographe Fran Vesel (1884-1944).